# Slobozia Mândra
Slobozia Mândra è un comune della Romania di 1 990 abitanti, ubicato nel distretto di Teleorman, nella regione storica della Muntenia. 
Nel 2004 si sono staccati da Slobozia Mândra i villaggi di Uda-Clocociov e Uda-Paciurea, andati a formare il comune di Uda-Clocociov.